# Tour de l'Ain de 2017
A 29.ª edição do Tour de l'Ain celebrou-se na França entre 8 e 12 de agosto de 2017 com início na cidade de Bourg-en-Bresse e final na comuna de Culoz no departamento de Ain. O percurso consistiu de um prólogo e 4 etapas sobre uma distância total de 535,9 km.
A prova fez parte do UCI Europe Tour de 2017 dentro da categoria 2.1 e foi vencida pelo ciclista francês Thibaut Pinot da equipa FDJ. O pódio completaram-no os também franceses David Gaudu da equipa FDJ e Alexandre Geniez do AG2R La Mondiale.

## Equipas participantes
Tomaram parte na corrida 17 equipas, dos quais 3 foram de categoria UCI WorldTeam, 6 de categoria Profissional Continental, 6 de categoria Continental e 2 seleções nacionais, quem conformaram um pelotão de 102 ciclistas dos que terminaram 88. As equipas participantes foram:
| Equipes WorldTeam (3)- FDJ - Lotto NL-Jumbo - AG2R La Mondiale Equipes profissionais Continentais (6)- Cofidis, Solutions Crédits - Direct Énergie - Fortuneo-Oscaro - Wanty-Groupe Gobert - Androni Giocattoli - Delko Marseille Provence KTM Equipes Continentais (6)- Development Team Sunweb - HP BTP-Auber 93 - Roubaix Lille Métropole - Armée de terre - Astana City - Roth-Akros Equipes nacionais (2)- França U23 - Alemanha U23 |
| |

## Percorrido
O Tour de l'Ain dispôs de um prólogo e 4 etapas sobre uma distância um percurso total de 535,9 km.
| Etapa   | Data    | Percurso                          | type                      | Distância (km) | Vencedor         | Líder geral      |
| ------- | ------- | --------------------------------- | ------------------------- | -------------- | ---------------- | ---------------- |
| Prólogo | 8 ago.  | Bourg-en-Bresse – Bourg-en-Bresse | contrarrelógio individual | 3,8            | Johan Le Bon     | Johan Le Bon     |
| 1       | 9 ago.  | Polliat – Trévoux                 | etapa escarpada           | 141,1          | Juan José Lobato | Juan José Lobato |
| 2       | 10 ago. | Ambérieu-en-Bugey – Saint-Vulbas  | etapa escarpada           | 145,4          | Nacer Bouhanni   | Nacer Bouhanni   |
| 3       | 11 ago. | Lagnieu – Oyonnax                 | alta montanha             | 135,7          | David Gaudu      | Thibaut Pinot    |
| 4       | 12 ago. | Lélex – Culoz                     | alta montanha             | 109,9          | Alexandre Geniez | Thibaut Pinot    |

## Classificações finais
As classificações finalizaram da seguinte forma:

### Classificação geral
| \| Classificação geral \| Classificação geral \| Classificação geral \| Classificação geral \| Classificação geral \| \| Ciclista \| Ciclista \| Equipe \| Tempo \| \| \| ------------------- \| ------------------- \| --------------------------- \| ------------------- \| ------------------- \| \| 1. \| Thibaut Pinot \| FDJ \| 12h59m10s \| \| \| 2. \| David Gaudu \| FDJ \| + 14s \| \| \| 3. \| Alexandre Geniez \| AG2R La Mondiale \| + 52s \| \| \| 4. \| Mattia Cattaneo \| Androni-Sidermec-Bottecchia \| + 1m25s \| \| \| 5. \| Steven Kruijswijk \| LottoNL-Jumbo \| + 1m30s \| \| \| 6. \| Brice Feillu \| Fortuneo-Oscaro \| + 1m35s \| \| \| 7. \| Maxime Bouet \| Fortuneo-Oscaro \| + 1m51s \| \| \| 8. \| Stef Clement \| LottoNL-Jumbo \| + 1m54s \| \| \| 9. \| Kévin Ledanois \| Fortuneo-Oscaro \| + 1m55s \| \| \| 10. \| Anthony Delaplace \| Fortuneo-Oscaro \| + 1m55s \| \| |                   |                             |           |
| |                   |                             |           |
| Fontes: ProCyclingStats Cycling Archives |                   |                             |           |
| Classificação geral |                   |                             |           |
| Ciclista | Ciclista          | Equipe                      | Tempo     |
| 1. | Thibaut Pinot     | FDJ                         | 12h59m10s |
| 2. | David Gaudu       | FDJ                         | + 14s     |
| 3. | Alexandre Geniez  | AG2R La Mondiale            | + 52s     |
| 4. | Mattia Cattaneo   | Androni-Sidermec-Bottecchia | + 1m25s   |
| 5. | Steven Kruijswijk | LottoNL-Jumbo               | + 1m30s   |
| 6. | Brice Feillu      | Fortuneo-Oscaro             | + 1m35s   |
| 7. | Maxime Bouet      | Fortuneo-Oscaro             | + 1m51s   |
| 8. | Stef Clement      | LottoNL-Jumbo               | + 1m54s   |
| 9. | Kévin Ledanois    | Fortuneo-Oscaro             | + 1m55s   |
| 10. | Anthony Delaplace | Fortuneo-Oscaro             | + 1m55s   |

### Classificação por pontos
| Classificação por pontos | Classificação por pontos | Classificação por pontos    | Classificação por pontos | Classificação por pontos |
| Ciclista                 | Ciclista                 | Equipe                      | Pontos                   |                          |
| ------------------------ | ------------------------ | --------------------------- | ------------------------ | ------------------------ |
| 1.                       | Alexandre Geniez         | AG2R La Mondiale            | 53 pts                   |                          |
| 2.                       | Thibaut Pinot            | FDJ                         | 48 pts                   |                          |
| 3.                       | Nacer Bouhanni           | Cofidis, Solutions Crédits  | 46 pts                   |                          |
| 4.                       | Juan José Lobato         | LottoNL-Jumbo               | 43 pts                   |                          |
| 5.                       | Maxime Daniel            | Fortuneo-Oscaro             | 30 pts                   |                          |
| 6.                       | Mattia Cattaneo          | Androni-Sidermec-Bottecchia | 26 pts                   |                          |
| 7.                       | David Gaudu              | FDJ                         | 25 pts                   |                          |
| 8.                       | Brice Feillu             | Fortuneo-Oscaro             | 23 pts                   |                          |
| 9.                       | Aurélien Paret-Peintre   | França U23                  | 19 pts                   |                          |
| 10.                      | Steven Kruijswijk        | LottoNL-Jumbo               | 17 pts                   |                          |

### Classificação da montanha
| Classificação da montanha | Classificação da montanha | Classificação da montanha   | Classificação da montanha | Classificação da montanha |
| Ciclista                  | Ciclista                  | Equipe                      | Pontos                    |                           |
| ------------------------- | ------------------------- | --------------------------- | ------------------------- | ------------------------- |
| 1.                        | Thibaut Pinot             | FDJ                         | 37 pts                    |                           |
| 2.                        | David Gaudu               | FDJ                         | 37 pts                    |                           |
| 3.                        | Roland Thalmann           | Roth-Akros                  | 30 pts                    |                           |
| 4.                        | Thomas Degand             | Wanty-Groupe Gobert         | 25 pts                    |                           |
| 5.                        | Brice Feillu              | Fortuneo-Oscaro             | 22 pts                    |                           |
| 6.                        | Thibault Ferasse          | Armée de terre              | 22 pts                    |                           |
| 7.                        | Clément Chevrier          | AG2R La Mondiale            | 22 pts                    |                           |
| 8.                        | Steven Kruijswijk         | LottoNL-Jumbo               | 20 pts                    |                           |
| 9.                        | Mattia Cattaneo           | Androni-Sidermec-Bottecchia | 15 pts                    |                           |
| 10.                       | Frédéric Brun             | França U23                  | 15 pts                    |                           |

### Classificação dos jovens
| Classificação dos jovens | Classificação dos jovens | Classificação dos jovens | Classificação dos jovens | Classificação dos jovens |
| Ciclista                 | Ciclista                 | Equipe                   | Tempo                    |                          |
| ------------------------ | ------------------------ | ------------------------ | ------------------------ | ------------------------ |
| 1.                       | David Gaudu              | FDJ                      | 12h59m24s                |                          |
| 2.                       | Victor Lafay             | França U23               | + 1m49s                  |                          |
| 3.                       | Aurélien Paret-Peintre   | França U23               | + 2m14s                  |                          |
| 4.                       | Vadim Pronskiy           | Astana City              | + 2m41s                  |                          |
| 5.                       | Florian Stork            | Development Team Sunweb  | + 5m42s                  |                          |
| 6.                       | Johannes Schinnagel      | Alemanha U23             | + 8m21s                  |                          |
| 7.                       | Valentin Madouas         | FDJ                      | + 10m36s                 |                          |
| 8.                       | Galym Akhmetov           | Astana City              | + 16m16s                 |                          |
| 9.                       | Félix Gall               | Development Team Sunweb  | + 18m54s                 |                          |
| 10.                      | Anton Kuzmin             | Astana City              | + 22m12s                 |                          |

### Classificação por equipas
| Classificação por equipes | Classificação por equipes    | Classificação por equipes | Classificação por equipes |
| Equipe                    | Equipe                       | Tempo                     |                           |
| ------------------------- | ---------------------------- | ------------------------- | ------------------------- |
| 1.                        | Fortuneo-Oscaro              | 39h02m41s                 |                           |
| 2.                        | Wanty-Groupe Gobert          | + 54s                     |                           |
| 3.                        | FDJ                          | + 6m07s                   |                           |
| 4.                        | AG2R La Mondiale             | + 9m06s                   |                           |
| 5.                        | Delko Marseille Provence KTM | + 9m55s                   |                           |
| 6.                        | Lotto NL-Jumbo               | + 13m26s                  |                           |
| 7.                        | Armée de terre               | + 18m00s                  |                           |
| 8.                        | França                       | + 18m48s                  |                           |
| 9.                        | Cofidis, Solutions Crédits   | + 21m12s                  |                           |
| 10.                       | Androni Giocattoli           | + 23m37s                  |                           |

## Evolução das classificações
| Etapa                 | Vencedor              | Classificação geral | Classificação por pontos | Classificação da montanha | Classificação dos jovens | Classificação por equipas |
| --------------------- | --------------------- | ------------------- | ------------------------ | ------------------------- | ------------------------ | ------------------------- |
| Prólogo               | Johan Le Bon          | Johan Le Bon        | Johan Le Bon             | não entregado             | Valentin Madouas         | FDJ                       |
| 1.ª                   | Juan José Lobato      | Juan José Lobato    | Juan José Lobato         | Félix Pouilly             | Valentin Madouas         | FDJ                       |
| 2.ª                   | Nacer Bouhanni        | Nacer Bouhanni      | Nacer Bouhanni           | Félix Pouilly             | Valentin Madouas         | FDJ                       |
| 3.ª                   | David Gaudu           | Thibaut Pinot       | Nacer Bouhanni           | David Gaudu               | David Gaudu              | FDJ                       |
| 4.ª                   | Alexandre Geniez      | Thibaut Pinot       | Alexandre Geniez         | Thibaut Pinot             | David Gaudu              | Fortuneo-Oscaro           |
| Classificações finais | Classificações finais | Thibaut Pinot       | Alexandre Geniez         | Thibaut Pinot             | David Gaudu              | Fortuneo-Oscaro           |

## UCI World Ranking
O Tour de l'Ain outorga pontos para o UCI Europe Tour de 2017 e o UCI World Ranking, este último para corredores das equipas nas categorias UCI ProTeam, Profissional Continental e Equipas Continentais. A seguinte tabela mostra o barómetro de pontuação e os 10 corredores que obtiveram mais pontos:
| Posição             | 1.º | 2.º | 3.º | 4.º | 5.º | 6.º | 7.º | 8.º | 9.º | 10.º |
| Classificação geral | 125 | 85  | 70  | 60  | 50  | 40  | 35  | 30  | 25  | 20   |
| Por etapa           | 14  | 5   | 3   |     |     |     |     |     |     |      |
| Líder               | 3   |     |     |     |     |     |     |     |     |      |

| Classificação | Classificação     | Classificação               | Classificação | Classificação | Classificação | Classificação |
| Posição       | Ciclista          | Equipa                      | Geral         | Etapa         | Líder         | Total         |
| ------------- | ----------------- | --------------------------- | ------------- | ------------- | ------------- | ------------- |
| 1.º           | Thibaut Pinot     | FDJ                         | 125           | 10            | 3             | 138           |
| 2.º           | David Gaudu       | FDJ                         | 85            | 14            | -             | 99            |
| 3.º           | Alexandre Geniez  | AG2R La Mondiale            | 70            | 22            | -             | 92            |
| 4.º           | Mattia Cattaneo   | Androni-Sidermec-Bottecchia | 60            | 3             | -             | 63            |
| 5.º           | Steven Kruijswijk | LottoNL-Jumbo               | 50            | -             | -             | 50            |
| 6.º           | Brice Feillu      | Fortuneo-Oscaro             | 40            | -             | -             | 40            |
| 7.º           | Maxime Bouet      | Fortuneo-Oscaro             | 35            | -             | -             | 35            |
| 8.º           | Stef Clement      | LottoNL-Jumbo               | 30            | -             | -             | 30            |
| 9.º           | Kévin Ledanois    | Fortuneo-Oscaro             | 25            | -             | -             | 25            |
| 10.º          | Nacer Bouhanni    | Cofidis, Solutions Crédits  | -             | 19            | 3             | 22            |